# 北寧站 (泰國)
北寧站（音素換寫：S̄t̄hānī bæ rìng，皇家轉寫：Sathani Bearing，泰語發音：[sā.tʰǎː.nīː bɛ̄ː.rîŋ]）為泰國曼谷BTS素坤逸線的一座架空車站，位於挽那縣素坤逸路素坤逸107社（北寧社），車站編號為E14，於2011年8月12日開始營運。

## 車站構造
|         |                                                                                      |                              |
|         | 側式月台，左側開門                                                                   |                              |
| U3 月台 | 1號月台                                                                              | BTS 往北欖房屋管理局（三榕） |
| U3 月台 | 2號月台                                                                              | BTS 往叻拋五岔路口（曼那）   |
| U3 月台 | 側式月台，左側開門                                                                   |                              |
| U2 大堂 | 大堂                                                                                 | 售票機、詢問處、商店、出口   |
| G 地面  |                                                                                      |                              |
| -       | 素坤逸路、喇沙路、北寧社 巴士站、CenterPoint Studio、聖安德魯斯國際學校、APT北寧商場 |                              |

## 鄰近地點
- 北寧社（Soi Bearing，即素坤逸107社）：此街普遍販賣五金零件；
- 喇沙社（Soi La Salle，即素坤逸105社）：喇沙書院（Lasalle College）；
- 瑪那隆醫院（โรงพยาบาลมนารมย์；Manarom Hospital）
- 夢娜妮精品酒店（Monmanee Travel & Lifestyle Hotel）位于軸承社門牌951號

## 外部連結
- 曼谷集體運輸系統（架空電車）的官方網站

1. ↑  . centerpoint.co.th.   [2019-09-15]. （原始内容存档于2019-08-25）.